# Koipsi
Koipsi (ook wel Koipse, Duits: Koips) is een eiland van Estland in de Finse Golf, gelegen op 1 km ten noorden van het schiereiland Kaberneeme, dat deel uitmaakt van de gelijknamige plaats. Het eiland behoort tot de gemeente Jõelähtme in de provincie Harjumaa. Binnen die gemeente heeft het eiland sinds 1997 de status van apart dorp. Het heeft een oppervlakte van 34 ha.

## Bevolking
Sinds 2000 heeft het eiland afwisselend één bewoner en geen bewoners:
| Jaar            | 2000 | 2010 | 2011 | 2014 | 2020 | 2021 | 2022 | 2023 |
| --------------- | ---- | ---- | ---- | ---- | ---- | ---- | ---- | ---- |
| Aantal inwoners | 0    | 1    | 0    | 1    | 1    | 0    | 0    | 1    |

Volgens de website van het Estische bureau voor de Statistiek had het eiland op 31 december 2021 geen inwoners.

## Natuurgebied
Het eiland is een onderdeel van het natuurpark Kolga lahe maastikukaitseala, dat de eilanden in de Baai van Kolga (Estisch: Kolga laht) omvat. De baai wordt begrensd door het schiereiland Kaberneeme in het westen en het schiereiland Juminda in het oosten. Behalve Koipsi liggen ook o.a. de eilanden Rammu en Pedassaar in het natuurpark.
Het eiland bestaat vooral uit zandgrond. Verspreid over het eiland liggen een groot aantal zwerfstenen. De vegetatie bestaat voor een groot deel uit jeneverbesstruiken. Het hoogste punt ligt 7 meter boven de zeespiegel.

## Geschiedenis
Het eiland werd voor het eerst genoemd in 1770 onder de naam Kobo. In 1798 heette het Koibse en in 1823 Koipse Klaus. Het viel onder het landgoed van Kotzum (Kodasoo). De eerste bewoner was een boer uit Finland, die zich hier vestigde op het eind van de 18e eeuw. In het onafhankelijke Estland had het eiland de status van dorp, maar na 1940 kwam het niet meer op de lijst van dorpen voor. Pas in 1997 kreeg het weer de status van dorp.

## Foto's

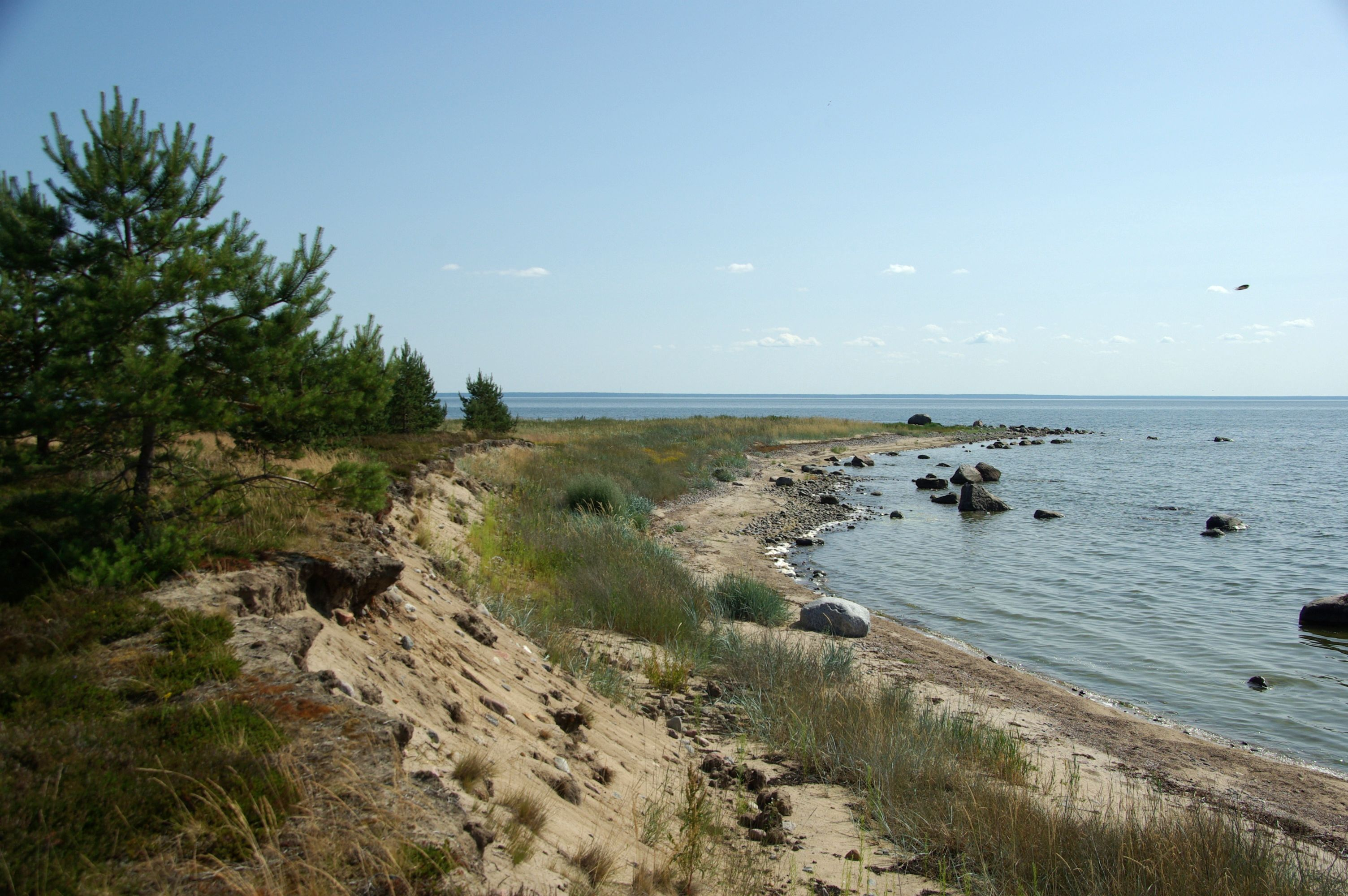
Het strand
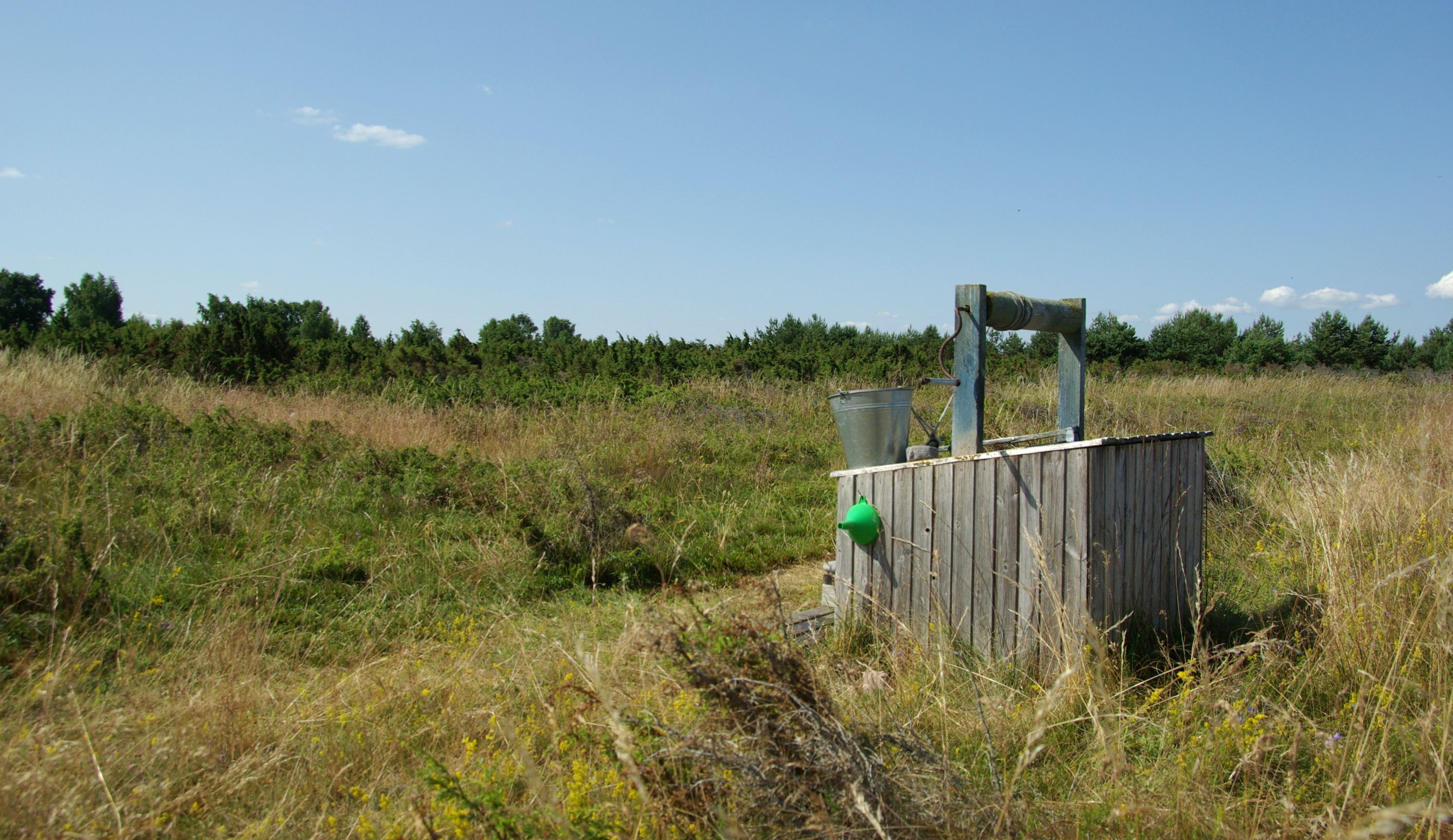
Waterput
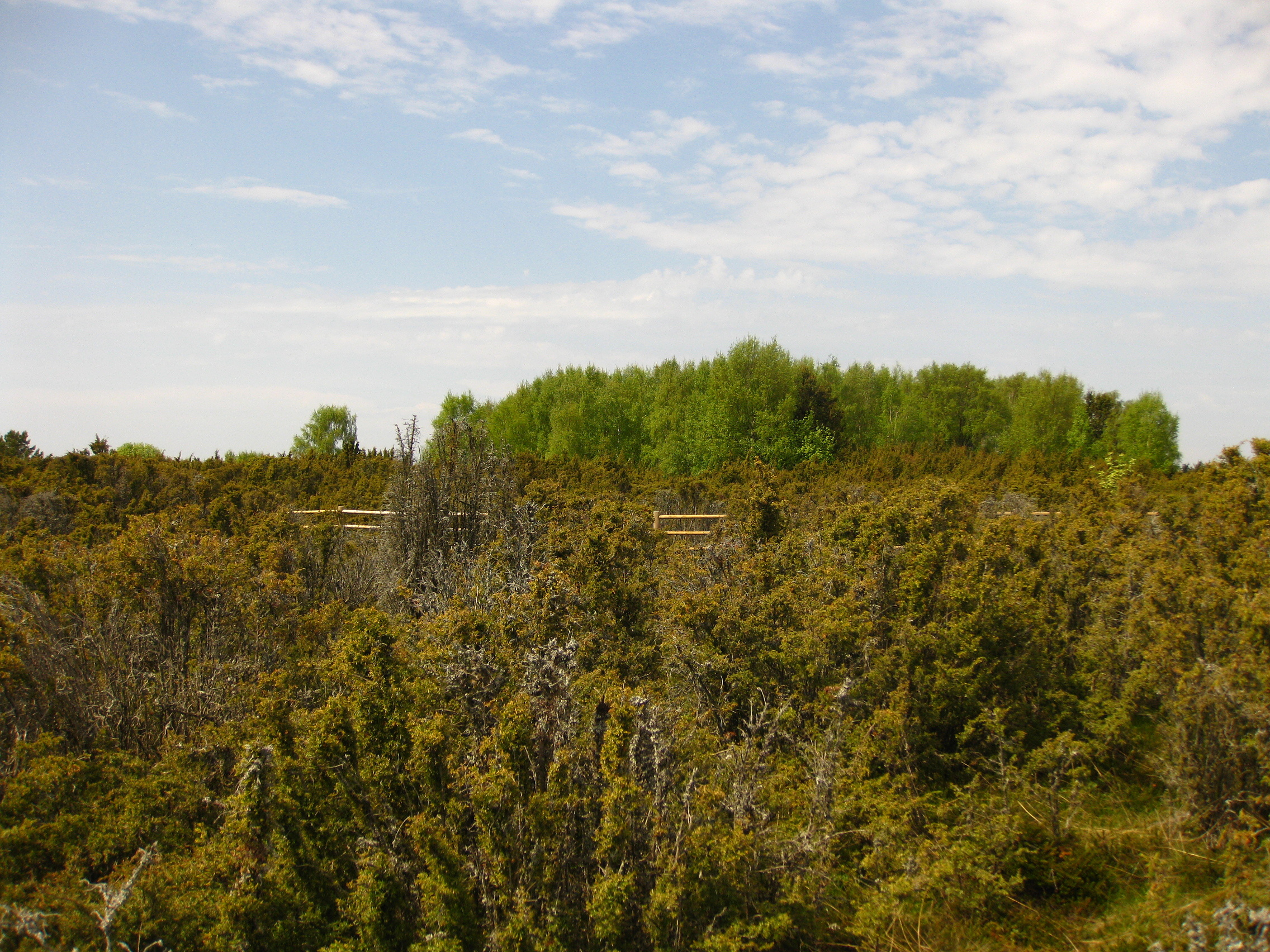
Jeneverbesstruiken en berken
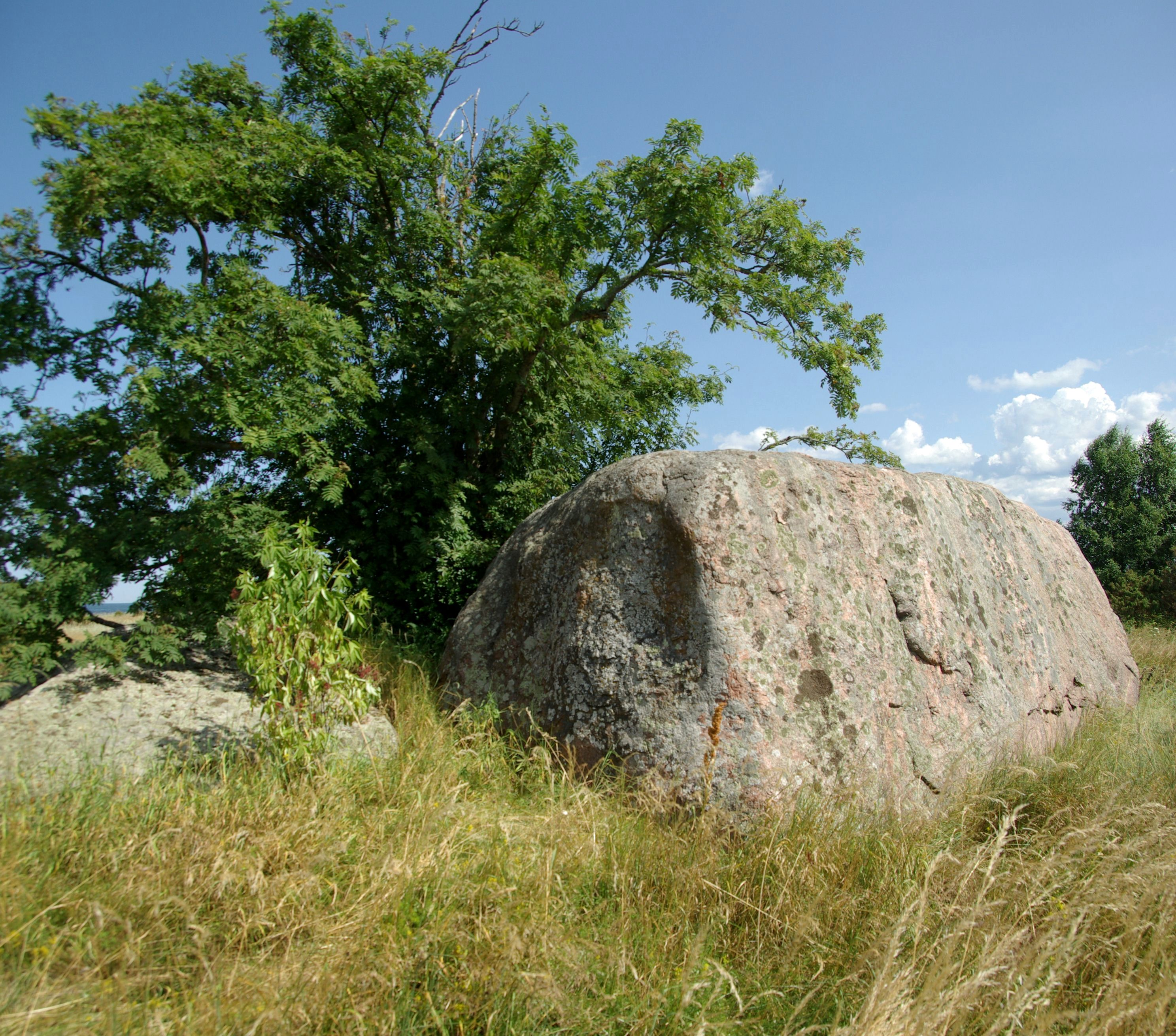
Zwerfsteen
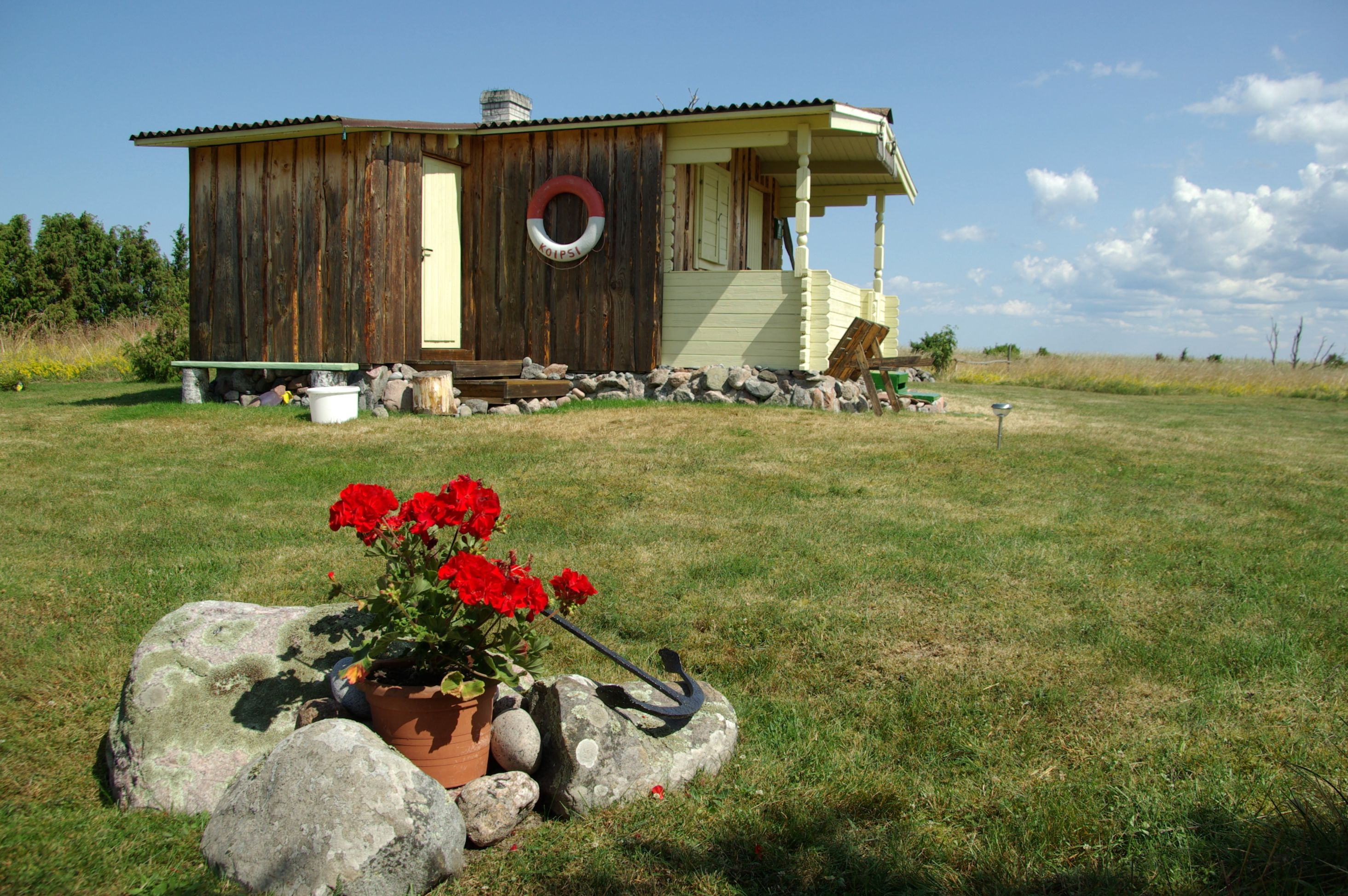
Houten huis
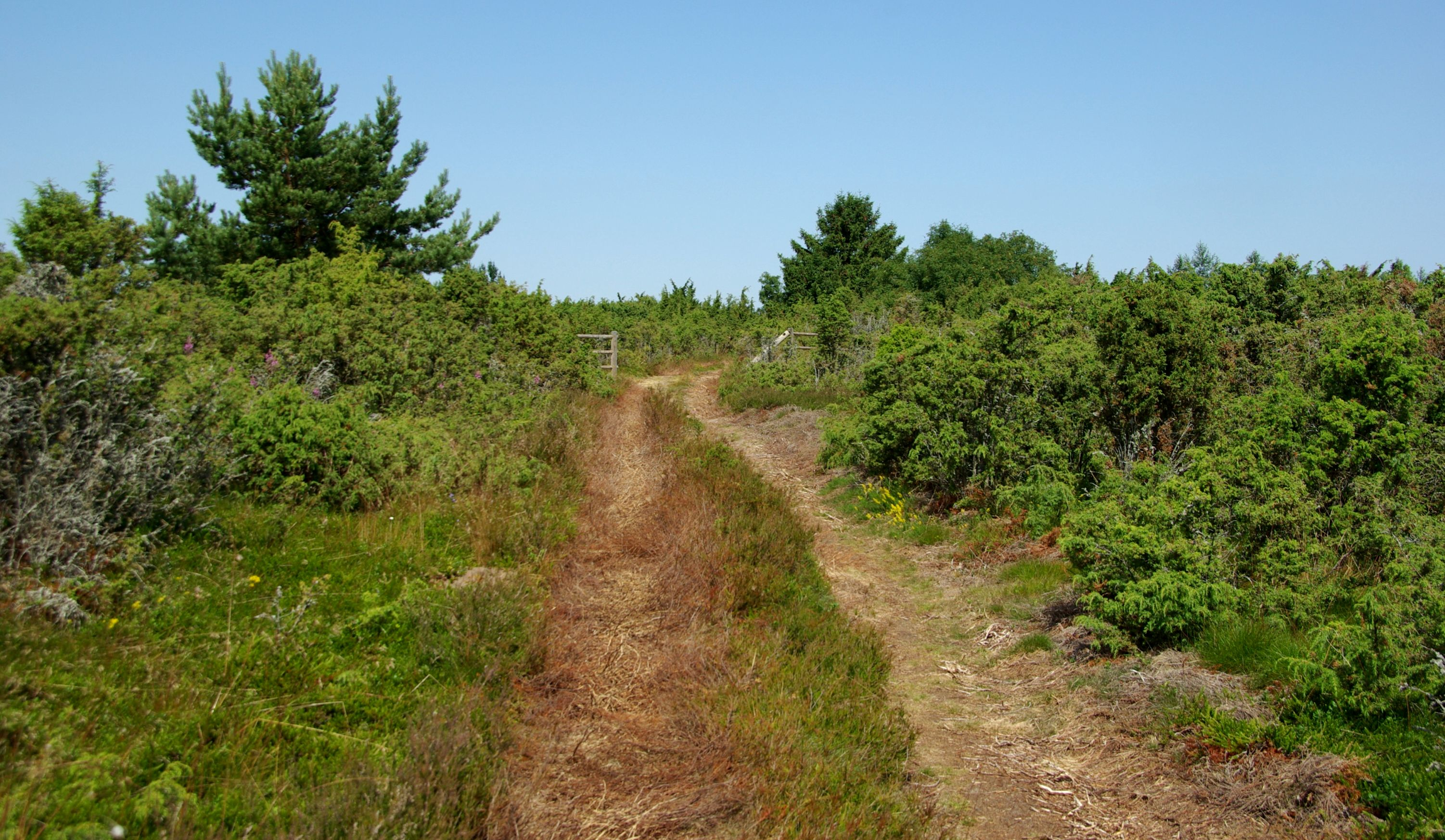
Paadje